# Jean-Paul Aubé
Pour les articles homonymes, voir Aubé.

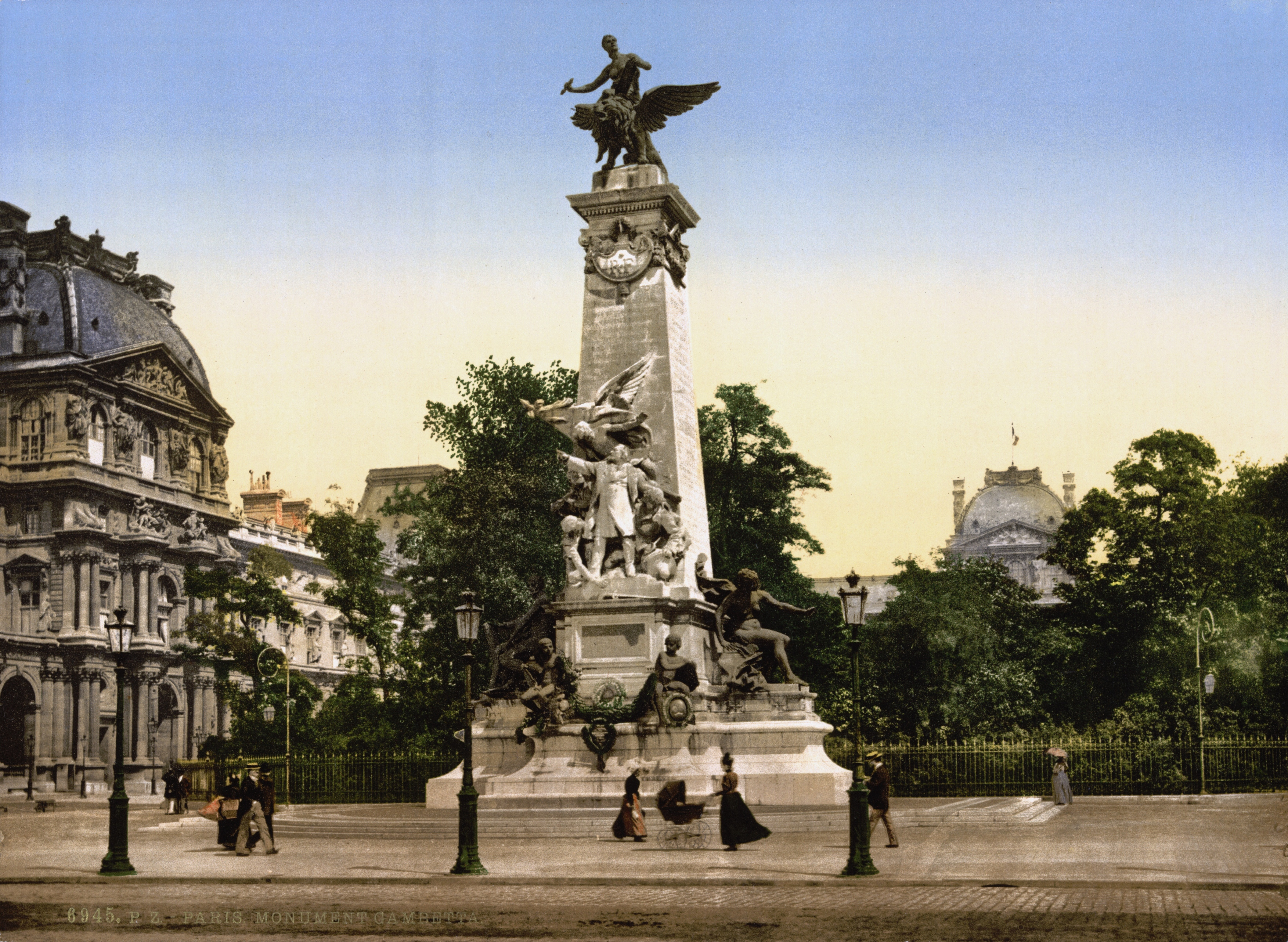
Monument à Léon Gambetta (1888) dans son état original, Paris, palais du Louvre, cour Napoléon.

Jean-Paul Aubé, né le 3 juillet 1837 à Longwy (Meurthe-et-Moselle) et mort le 23 août 1916 à Capbreton (Landes), est un sculpteur et médailleur français.

## Biographie
Jean-Paul Aubé naît du mariage de Jean-Baptiste Isidor Aubé, né en 1783, rentier, avec Olympie Eulalie Ancelot, née en 1800. Il fait ses études à l'École des beaux-arts de Paris dans les ateliers d'Antoine Laurent Dantan et de Francisque Duret. En 1866, il réalise un voyage en Italie qui développe chez lui une influence du style néo-renaissance puis néo-baroque. Il expose au Salon des artistes français où il remporte deux médailles d'or en 1874 et 1876. Il produit ensuite des monuments, des bustes et des médailles.
Il devient professeur à l'École des beaux-arts de Paris. Parmi ses élèves on peut distinguer Gaston Lachaise (1882-1935), Charles Virion (1865-1946), Jean Baffier (1851-1920) et Alphonse Saladin (1878-1956). En décembre 1896, il est nommé  directeur de l'école municipale Bernard Palissy à Paris.

## Distinction
- Officier de la Légion d'honneur (mai 1910), après avoir été promu chevalier en 1888[4].

## Œuvres
(Liste non exhaustive classée par années de créations)
Statues et monuments
- 1874 : La Sirène, plâtre (160 × 70 × 160 cm), disparue[5].
- 1875 : La Sirène, bronze, anciennement située sur la promenade du Peyrou à Montpellier (Hérault), fondue en 1942[6],[Note 2].
- 1876 : Galatée ou Galatea, marbre (180 × 65 × 75 cm), en dépôt au Musée Fabre[7] ou située dans le vestibule de l'Opéra Comédie à Montpellier (Hérault).
- 1878 : La Moisson ou L'Agriculture, pierre (240 × 80 × 60 cm), préalablement installée au palais du Trocadéro, située dans le parc de Procé à Nantes (Loire-Atlantique)[8].
- 1879 : Monument à Dante, plâtre, modèle du monument en bronze érigé en 1882 dans le square Michel-Foucault de la place Marcelin-Berthelot, devant le Collège de France dans le Ve arr. de Paris[9].
- 1879 : La Liberté, entre 1879 et 1882, modèle en plâtre (218 × 100 × 65 cm), en dépôt au Musée de Longwy (Meurthe-et-Moselle)[10], présente au musée de la Révolution française à Vizille (Isère)[11][réf. à confirmer].
- 1880 : La Guerre, plâtre, détruit[réf. nécessaire].
- 1880 : Michel Lallier (-1440), pierre, située sur la façade de l'Hôtel de ville de Paris dans le IVe arr.[12].
- 1881 : Statue de Jean Sylvain Bailly (1736-1793), bronze (225 × 80 × 60 cm)[13], installée dans le jardin du Luxembourg dans le VIe arr. de Paris, fondue en 1941[14],[Note 2].
- 1884 : Monument du Gal Joubert (1769-1799), bronze, érigé le 12 octobre dans la cour de l'hôtel de la préfecture à Bourg-en-Bresse (Ain), œuvre fondue[15],[Note 2].
- 1888 : Monument à Léon Gambetta (1838-1882), pierre, anciennement installé dans la cour du palais du Louvre. Démantelé en 1953, un fragment du monument est visible dans le square Édouard-Vaillant du XXe arr. de Paris[16].
- 1889 : L'imprimerie, pour le palais des Arts Libéraux à l'Exposition universelle de 1889 de Paris[réf. nécessaire].
- 1890 : Monument à François Boucher (1703-1770), statue en plâtre (1888), en dépôt au musée de Grenoble (Isère). Le marbre (sans le socle, 200 × 180 × 100 cm) est conservé dans les collections municipales de Longwy (Meurthe-et-Moselle)[17].
- 1891 : Monument à Borda (1733-1799), bronze, installé sur la place Thiers à Dax (Landes), fondu en 1942[18],[Note 2].
- 1891 : Monument au Gal Raoult (1810-1870), bronze, situé sur la place Henri-IV à Meaux (Seine-et-Marne), fondu en 1941[19],[Note 2].
- 1892 : Monument à Eugène Pelletan (1813-1884), bronze, érigé sur le boulevard Lassore à Royan (Charente-Maritime), œuvre fondue entre 1942-44[20],[Note 2].
- 1894 : Monument aux morts de 1870, inauguré le 15 juillet à Bruville (Meurthe-et-Moselle)[21],[22].
- 1894 : Monument à Colbert (1619-1683), plâtre (1893), modèle du monument en bronze (hauteur 2,07 m) érigé en 1894 dans la cour de la Manufacture des Gobelins dans le XIIIe arr. de Paris[23],[24].
- 1910 : Monument au Dr Étienne Goujon (1839-1907), bronze, inauguré le 4 septembre sur la promenade de l'Éperon à Pont-de-Veyle (Ain), fondu en 1942[25],[Note 2].

Bustes, statuettes et céramiques
- 1871 : Buste de Prosper Mérimée (1803-1870), marbre, situé à l'institut de France dans le VIe arr. de Paris[26],[27].
- 1909 : Léda[réf. nécessaire].
- 1910 : La Comtesse Hallez, buste en bronze (50,3 × 31,3 × 25,5 cm), situé au musée d'Orsay dans le VIIe arr. de Paris[28].
- s.d. :
  - Buste de hollandaise, biscuit de Sèvres, situé au musée La Piscine de Roubaix (Nord).
  - La Glorification de la Charité, pour la fondation Miller-Gould (localisation actuelle inconnue).
  - Quatre bas-reliefs pour la salle à manger du palais Rose de l'avenue Foch à Paris (détruit).
  - Sépulture de Gaston Vuidet (1854-1891), bronze, située sur la tombe du compositeur dans la 92e division du cimetière du Père-Lachaise dans le XXe arr. de Paris[29].

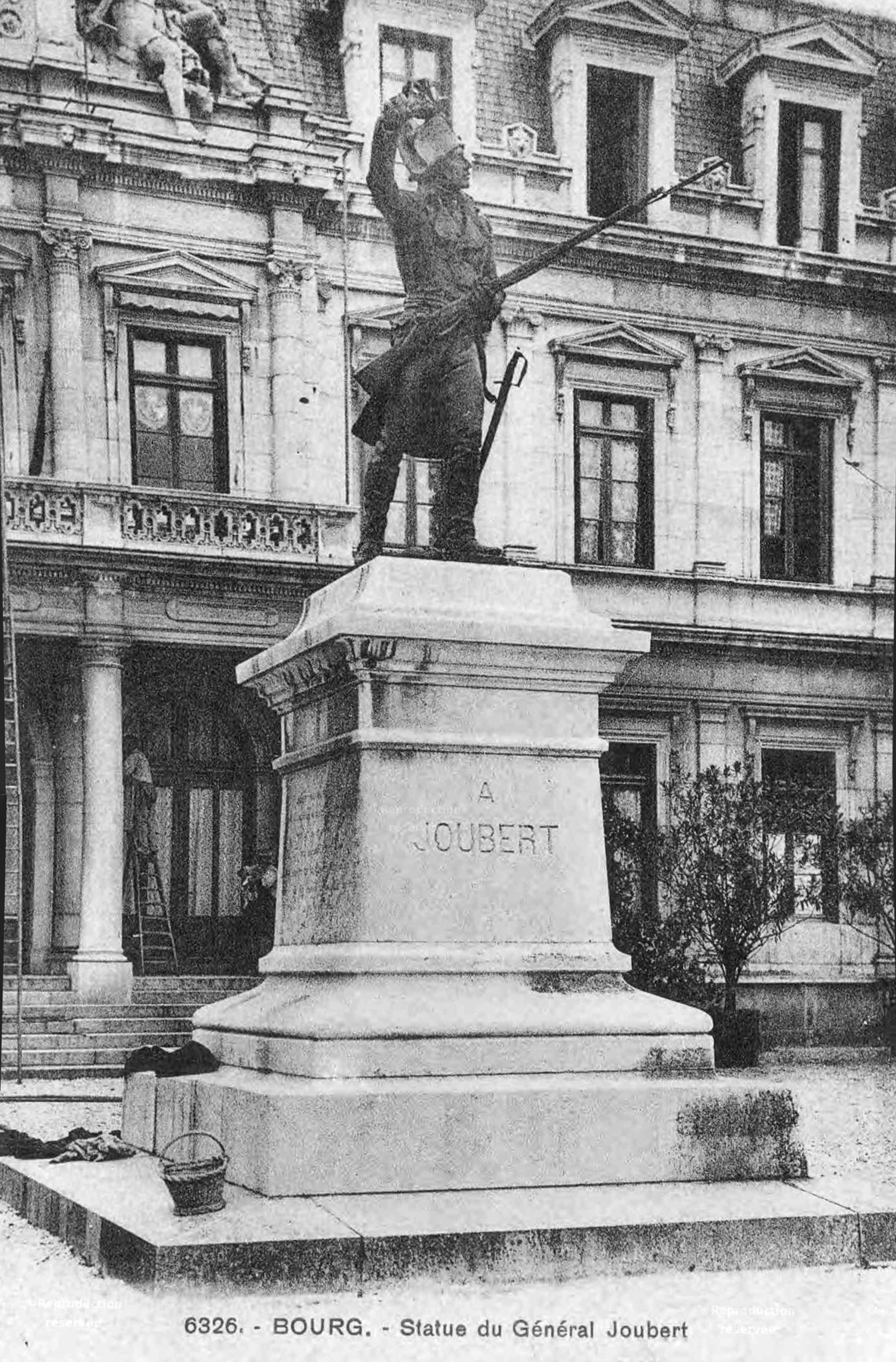
Monument du Gal Joubert dans cour de l'hôtel de préfecture à Bourg-en-Bresse (Ain).
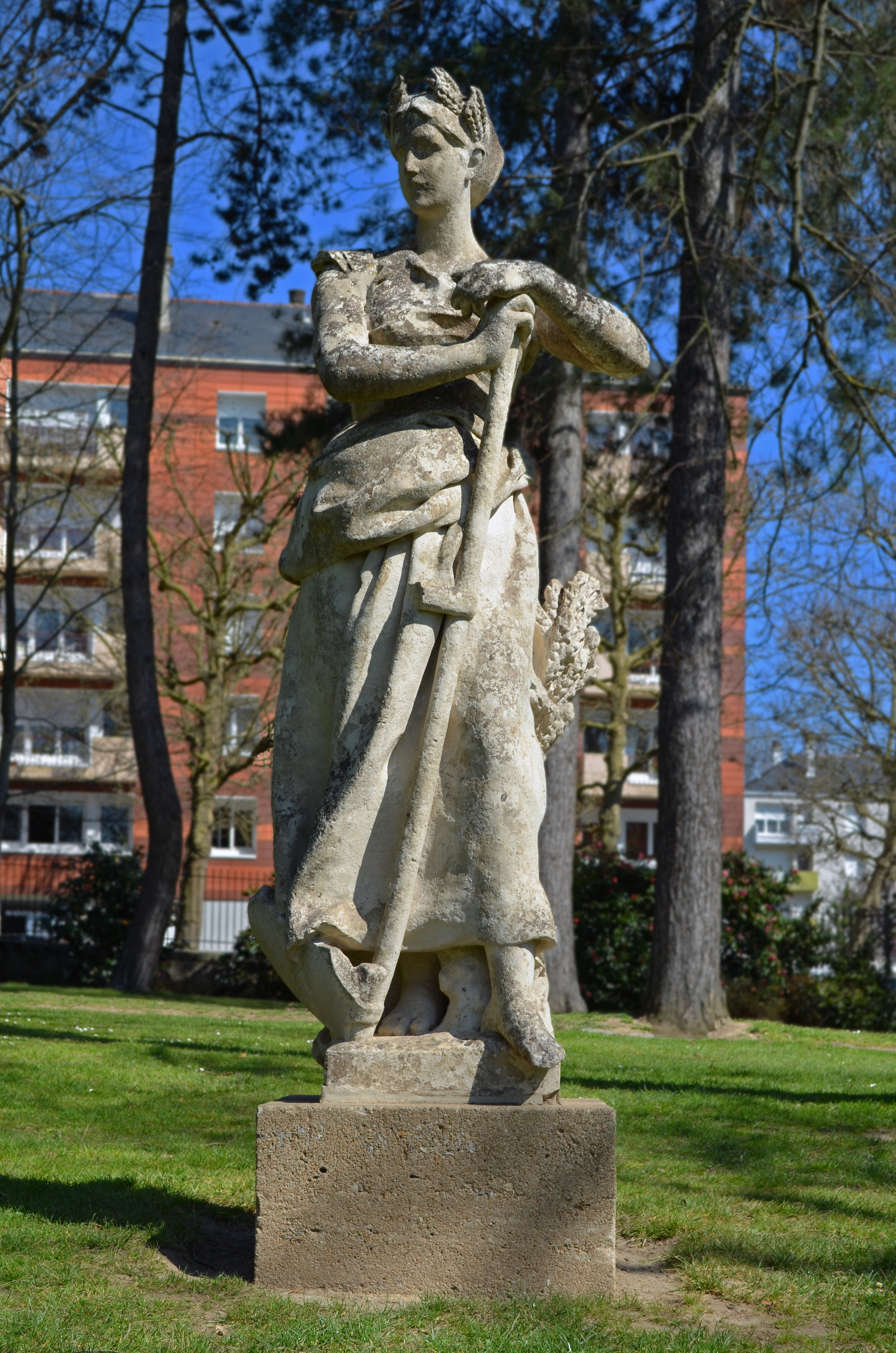
La Moisson (1879) dans le parc de Procé à Nantes.
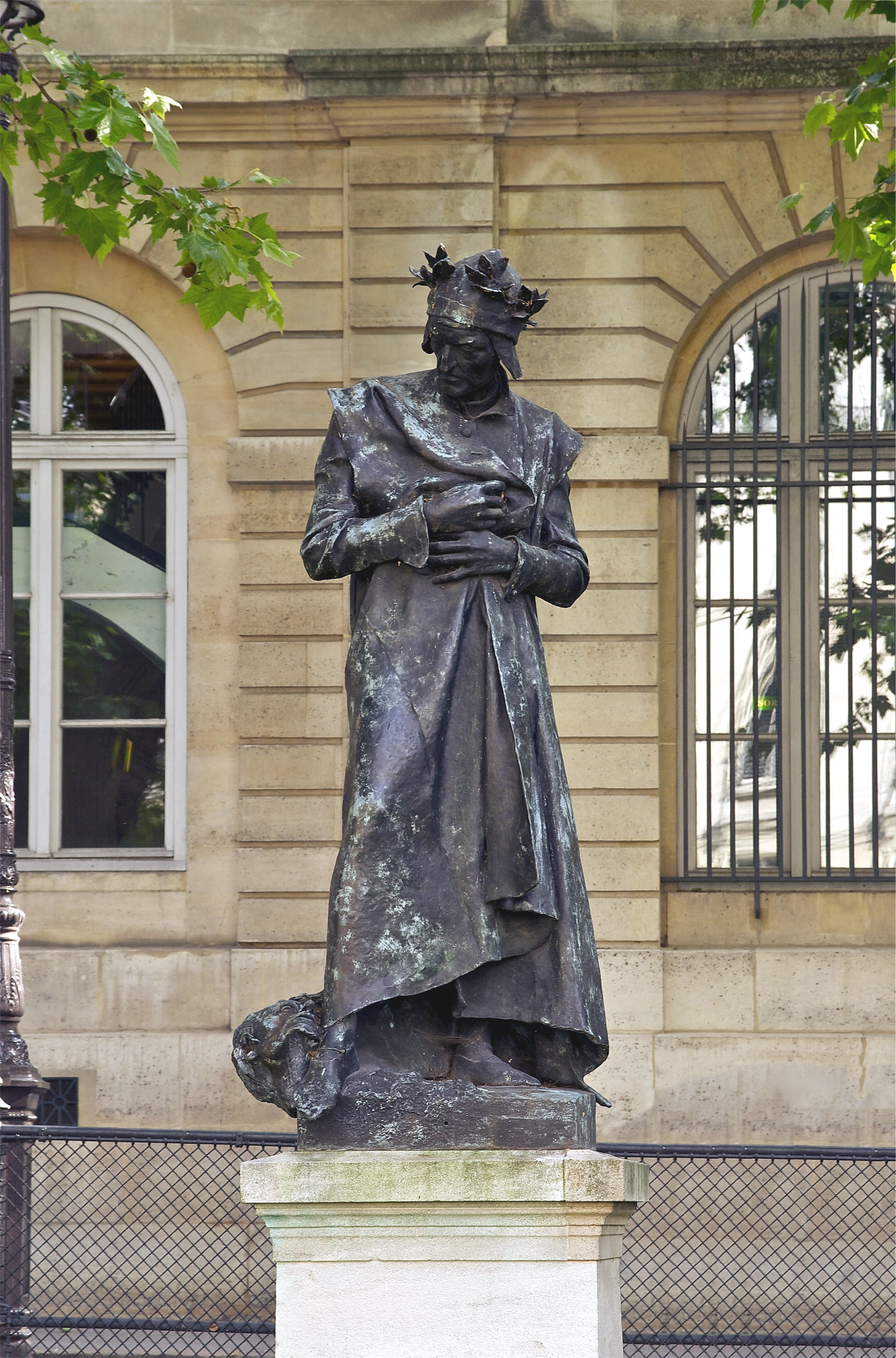
Monument à Dante (1882) dans le square Michel-Foucault à Paris.
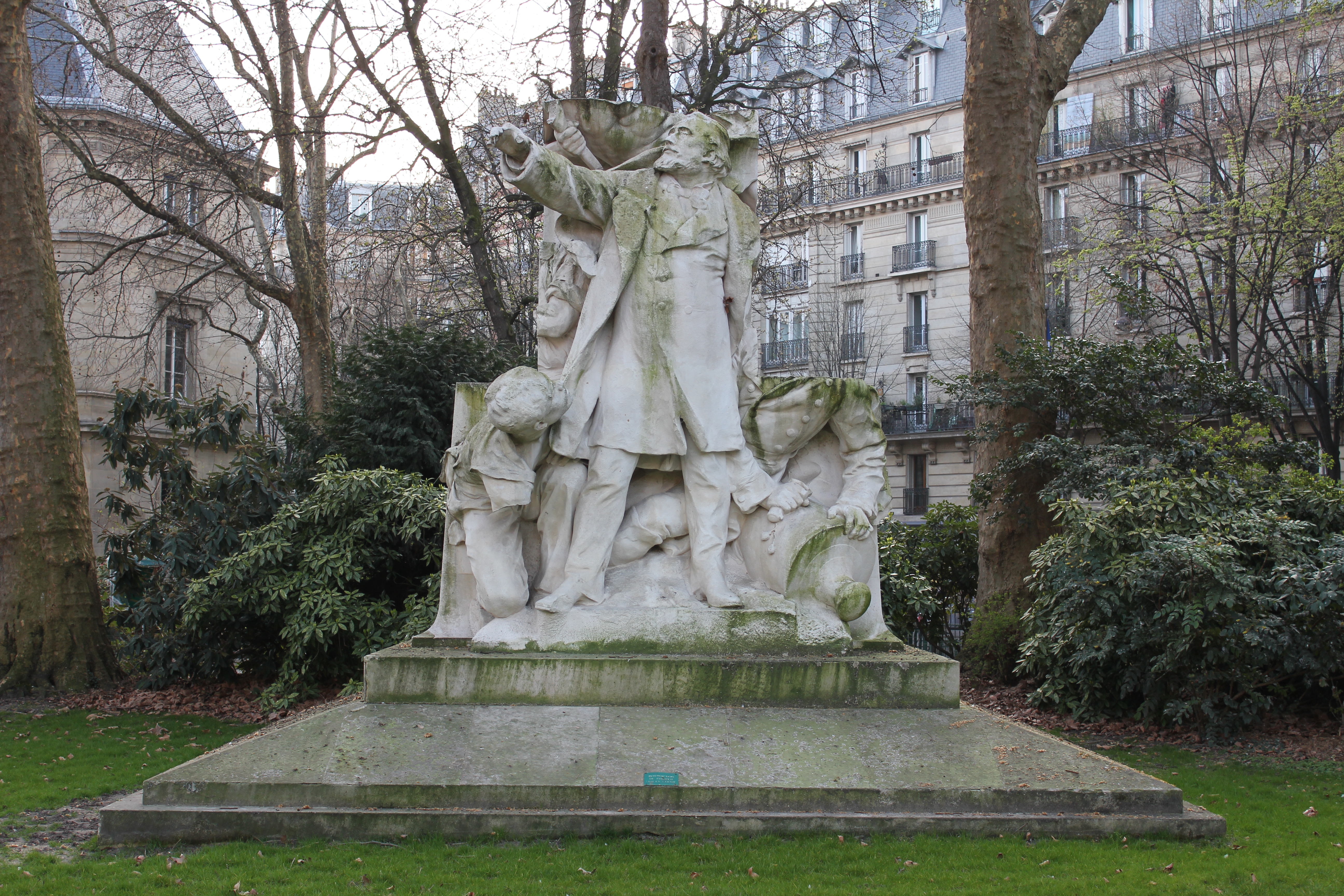
Vestige du Monument à Léon Gambetta (1888) dans le square Édouard-Vaillant à Paris.
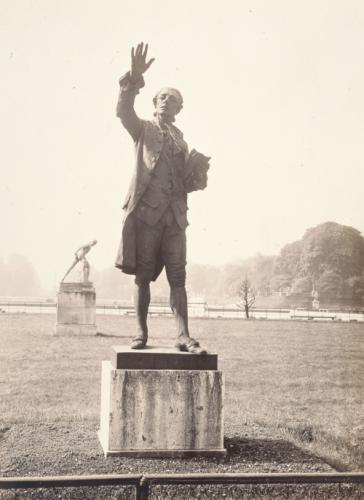
Statue de Jean Sylvain Bailly dans le jardin du Luxembourg à Paris.
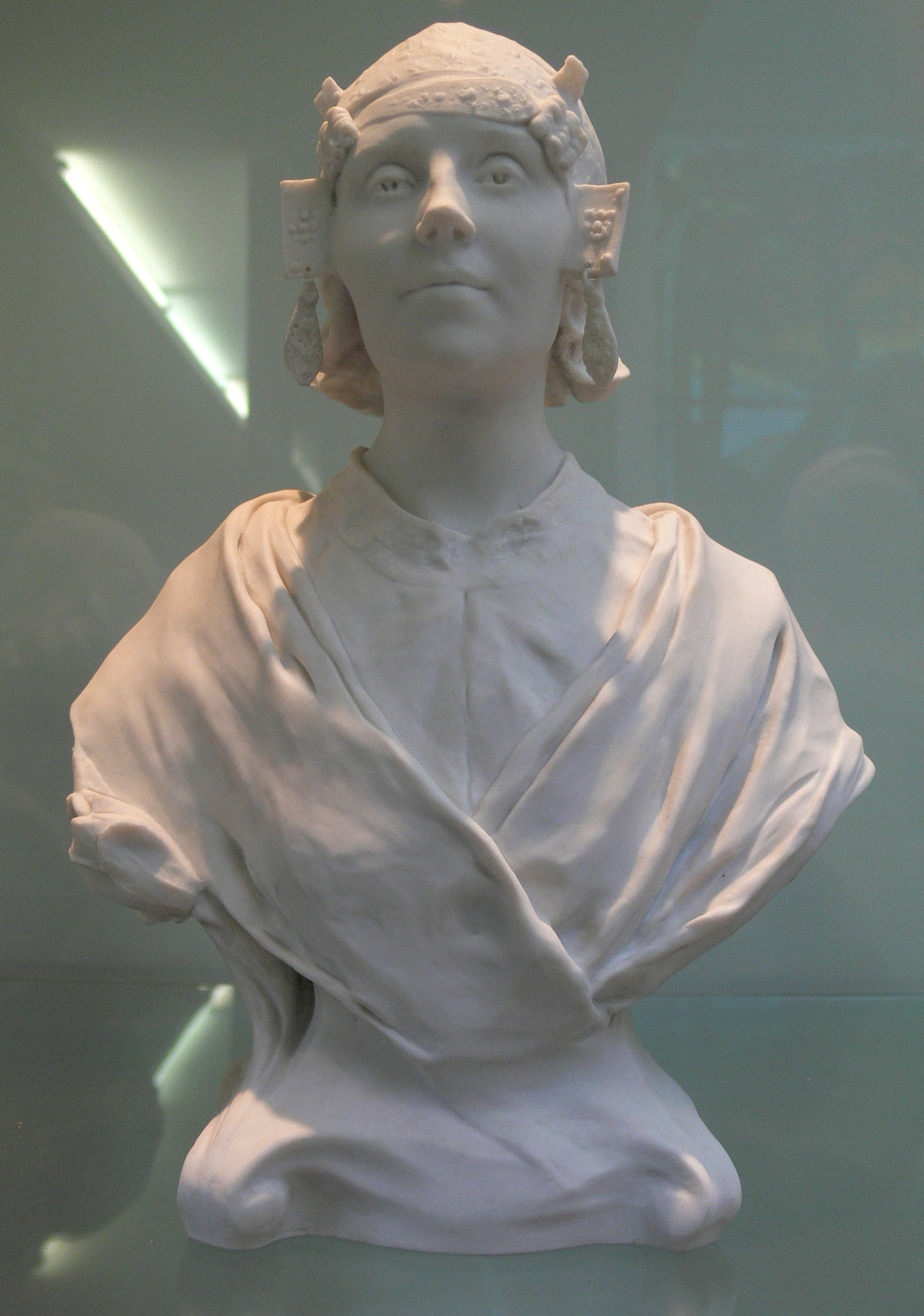
Buste de Hollandaise, Roubaix, La Piscine.